# Lico (skóra)
Lico – górna, najbardziej zewnętrzna część skóry właściwej nosząca nazwę błony licowej, którą w garbarstwie określa się nazwą lica skóry.
W skórze właściwej można rozróżnić dwie zasadnicze warstwy – warstwę termostatyczną (papilarną) i warstwę siatkową (retykularną). Warstwa termostatyczna, która jest istotna w tym artykule, stanowi górną, leżącą bezpośrednio pod naskórkiem warstwę skóry właściwej. Warstwa ta składa się ze stosunkowo cienkich włókien kolagenowych, wytwarzających gęstą i delikatną siatkę przestrzenną. Im bliżej górnych części warstwy termostatycznej i sąsiedztwa naskórka, tym mniejsza jest grubość włókien i tym delikatniejsza, bardziej zwarta i płaska jest siatka włóknista. W najbardziej zewnętrznej części warstwy termostatycznej siatka ta jest nadzwyczaj gęsta i jest spleciona z włókien układających się praktycznie równolegle do powierzchni skóry i to jest właśnie błona licowa.
Gładkość lica, tzn. brak sfałdowań i uszkodzeń decyduje o estetycznym wyglądzie wygarbowanej skóry.